# Fujikawa (train)
Pour les articles homonymes, voir Fujikawa (homonymie).
Le Fujikawa (ふじかわ) est un train express existant au Japon et exploité par la compagnie JR Central, qui relie la ville de Shizuoka à la ville de Kōfu. Son nom fait référence au fleuve Fuji.

## Gares desservies
Le Fujikawa circule de la gare de Shizuoka à la gare de Kōfu en empruntant les lignes Tōkaidō et Minobu.
| Nom des gares   |
| --------------- |
| Shizuoka        |
| Shimizu         |
| Fuji            |
| Fujinomiya      |
| Utsubuna        |
| Minobu          |
| Shimobe-onsen   |
| Kai-Iwama       |
| Kajikazawaguchi |
| Ichikawa-Daimon |
| Higashi-Hanawa  |
| Minami-Kōfu     |
| Kōfu            |

## Matériel roulant
Les services Fujikawa sont effectués par des rames série 373.

## Composition des voitures
- Série 373 :

| N° de voiture | 1       | 2           | 3           |
| Classe        | Réservé | Non réservé | Non réservé |